# Peter Schöffer
Peter Schöffer, född omkring 1425, död 1502 eller 1503, var en tysk boktryckare.
Schöffer hade studerat i Erfurt 1444 och 1448; under en tid lär han även ha studerat vid Sorbonneuniversitetet. 1449 var Schöffer skrivare i Paris. 1452 flyttade han tillbaka till Tyskland och Mainz, där han inledde samarbete med Johan Gutenberg i tryckandet av dennes 42-radiga bibel. Sedan Faust och Gutenberg råkat i tvist och Gutenberg flyttat till Haarlem fortsatte Schöffer sin verksamhet i Mainz, och tryckte där flera viktiga verk.